# العلاقات الشمال مقدونية الكيريباتية
العلاقات الشمال مقدونية الكيريباتية هي العلاقات الثنائية التي تجمع بين شمال مقدونيا وكيريباتي.

## مقارنة بين البلدين
هذه مقارنة عامة ومرجعية للدولتين:
| وجه المقارنة                                              | شمال مقدونيا                                               | كيريباتي                        |
| --------------------------------------------------------- | ---------------------------------------------------------- | ------------------------------- |
| المساحة (كم2)                                             | 25.71 ألف                                                  | 811                             |
| عدد السكان (نسمة)                                         | 2.08 مليون                                                 | 116.40 ألف                      |
| الكثافة السكانية (ن./كم²)                                 | 80.9                                                       | 14.35 ألف                       |
| العاصمة                                                   | إسكوبية                                                    | جنوب تاراوا                     |
| اللغة الرسمية                                             | اللغة المقدونية، اللغة الألبانية                           | لغة إنجليزية، اللغة الكيريباتية |
| العملة                                                    | دينار مقدوني                                               | دولار كريباتي، دولار أسترالي    |
| الناتج المحلي الإجمالي (بليون دولار)                      | 11.34 مليار                                                | 196.15 مليون                    |
| الناتج المحلي الإجمالي (تعادل القوة الشرائية) بليون دولار | 29.26 مليار                                                | 224.26 مليون                    |
| الناتج المحلي الإجمالي الاسمي للفرد دولار أمريكي          | 4.85 ألف                                                   | 1.42 ألف                        |
| الناتج المحلي الإجمالي للفرد دولار أمريكي                 | 16.25 ألف                                                  | 1.81 ألف                        |
| مؤشر التنمية البشرية                                      | 0.747                                                      | 0.590                           |
| رمز المكالمات الدولي                                      | +389                                                       | +686                            |
| رمز الإنترنت                                              | .mk                                                        | .ki                             |
| المنطقة الزمنية                                           | توقيت وسط أوروبا، ت ع م+01:00، ت ع م+02:00، أوروبا/سكوبيه ‏ |                                 |

## منظمات دولية مشتركة
يشترك البلدان في عضوية مجموعة من المنظمات الدولية، منها:
| علم المنظمة | اسم المنظمة                   | تاريخ انضمام شمال مقدونيا | تاريخ انضمام كيريباتي |
| ----------- | ----------------------------- | ------------------------- | --------------------- |
|             | مؤسسة التنمية الدولية         | 25 فبراير 1993            | 2 أكتوبر 1986         |
|             | يونسكو                        | 28 يونيو 1993             | 24 أكتوبر 1989        |
|             | الأمم المتحدة                 | 8 أبريل 1993              | 14 سبتمبر 1999        |
|             | الاتحاد البريدي العالمي       | ?                         | ?                     |
|             | البنك الدولي للإنشاء والتعمير | 25 فبراير 1993            | 29 سبتمبر 1986        |
|             | الاتحاد الدولي للاتصالات      | 4 مايو 1993               | 3 نوفمبر 1986         |
|             | منظمة حظر الأسلحة الكيميائية  | ?                         | ?                     |
|             | مؤسسة التمويل الدولية         | 25 فبراير 1993            | 2 أكتوبر 1986         |